# 黑虎耳草
黑虎耳草（学名：Saxifraga atrata）为虎耳草科虎耳草属下的一个种。

## 扩展阅读
- 維基物種上的相關：黑虎耳草